# Marek Zgaiński
Marek Zgaiński (ur. 8 maja 1961 w Poznaniu) – polski poeta, prozaik, tłumacz, autor słuchowisk i dramatów, satyryk, dziennikarz radiowy. Dyrektor artystyczny i twórca Mojego Teatru w Poznaniu.

## Życiorys
Jest absolwentem kulturoznawstwa na Uniwersytecie im. Adama Mickiewicza w Poznaniu. Jako pisarz zadebiutował na początku lat osiemdziesiątych, wydał kilkanaście książek i tomików wierszy m.in.: „Doskonały nieznajomy” (1985), „Podroby” (1988), „Bip bip bip”, „Poeci rocka”, „Pomnikt”, „Dramatki” (współautor z Arturem Belingiem), „Tabletka z krzyżykiem”, „Lajfting” (2010), "Morderstwo na Majorce" (2022)5 Otrzymał kilkanaście nagród literackich oraz w dziedzinie reportażu radiowego i sztuki akustycznej m.in. Nagrodę im. Kazimiery Iłłakowiczówny za debiut poetycki (1986) oraz nagrodę za debiut na Festiwalu Teatru Jednego Aktora w Toruniu (1994). Jest członkiem Związku Literatów Polskich. W latach dziewięćdziesiątych pracował w Polskim Radio i pisał felietony dla tygodnika „Wprost”, obecnie jest niezależnym producentem, współpracującym m.in. z Radiem Merkury, gdzie codziennie prezentuje swoje felietony w autorskiej audycji „Tabletka z krzyżykiem”. Zajmuje się też kabaretem i filmem offowym.
Na język polski przetłumaczył wybrane utwory m.in. Jima Morrisona i The Doors, Stinga, Johna Lennona, Rogera Watersa, Pink Floydów, Franka Zappy oraz Boba Dylana. Jest autorem scenariusza spektaklu „Jak toczący się kamień” według tekstów Boba Dylana, Ferlinghettiego, Ginsberga, wystawionego w Teatrze Polskim w Szczecinie. Wspólnie z Arturem Belingiem dwukrotnie przygotowali i wystawili spektakle w Lubuskim Teatrze im. Leona Kruczkowskiego w Zielonej Górze: w 1997 roku „Zdechł kanarek” i w 2000 roku – „Miłość na telefon”. Zgaiński pisze również muzykę do swoich spektakli.
Jako gitarzysta grupy punkrockowej Rozkrock objawił również talent muzyczno-wokalny. Wydał własną płytę zatytułowaną „Przelewki”. W 2011 roku założył w Poznaniu, prywatny teatr o nazwie Mój Teatr, w którym prezentowane są głównie monodramy.